# Leonhard Plonner
Leonhard Plonner (* 4. November 1866; † 13. September 1942) war ein deutscher Bürgermeister.

## Werdegang
Plonner war von Beruf Kaufmann. Von 1919 bis 1929 war er Bürgermeister des oberbayerischen Marktes Fürstenfeldbruck.